# Battaglia di Aquilonia
La battaglia di Aquilonia è stata una battaglia vinta dai Romani contro i Sanniti nel 293 a.C. La battaglia è considerata la fine delle guerre sannitiche, sebbene gli scontri proseguissero anche negli anni successivi: la sconfitta impedì tuttavia ai Sanniti di risollevarsi militarmente in maniera significativa ed essi cessarono quindi di essere un pericolo per la supremazia di Roma sull'Italia.

## Preparazione

### Sanniti
Nel 293 a.C. i Sanniti erano arrivati a utilizzare le loro ultime forze: per ricostruire l'esercito, dovettero ricorrere ad un arruolamento forzato, descritto da Tito Livio:
(Tito Livio, Ab Urbe condita libri, X, 38., Mondadori, Milano, trad.: C. Vitali)
Tutto l'esercito, di circa 60000 uomini, fu condotto nella città sannitica di Aquilonia (da non confondersi con l'omonima città romana, situata invece nel territorio degli Irpini). Un'area di circa duecento piedi di lato (60 metri circa) venne chiusa da graticci e coperta da tele. Il sacerdote Ovio Paccio, ricavato un antico rituale liturgico sannita dai Libri lintei offrì un sacrificio. Dopo il sacrificio, i più nobili e agguerriti componenti dell'esercito sannita furono chiamati uno alla volta all'interno dell'area coperta dove erano presenti altari con attorno vittime uccise e ufficiali con le spade snudate. Chi veniva fatto entrare doveva giurare che non avrebbe rivelato cosa accadeva nel recinto:
(Tito Livio, Ab Urbe condita libri, X, 38, Mondadori, Milano, trad.: C. Vitali)
Furono quindi scelti i dieci migliori soldati che scelsero man mano i loro compagni, fino a raggiungere il numero di 16000 uomini. Dotati di armi più vistose ed elmi con pennacchi per renderli più facilmente riconoscibili, i componenti furono inquadrati nelle coorti linteate (secondo Livio così chiamate per la copertura di tela di lino del recinto dei giuramenti).
Il resto dei Sanniti, circa 20000 uomini, fu fatto accampare vicino ad Aquilonia.

### Roma
I consoli romani Spurio Carvilio Massimo e Lucio Papirio Cursore, raccolte le loro legioni, assaltarono ed espugnarono rispettivamente Amiternum e Duronia uccidendo e catturando circa 7000 nemici ciascuno. Dopo aver saccheggiato il Sannio nella zona di Atina, Papirio si portò ad Aquilonia, dove c'era la concentrazione della maggior parte delle forze sannite, e Carvilio a Cominio, a circa venti miglia di distanza.
Seguì una serie di scaramucce ma i Sanniti non rispondevano alle provocazioni accettando una aperta battaglia campale. I due consoli si mantenevano in stretto contatto e le decisioni erano prese di comune accordo.
Infine Lucio Papirio si sentì pronto e mandò un messaggero a Spurio Carvilio informandolo che, se gli auspici fossero stati favorevoli, avrebbe attaccato i Sanniti il giorno seguente. A copertura della sua azione sarebbe stato utile che Carvilio attaccasse la città di Cominio per impedire che da lì potesse partire un contingente sannita in aiuto dei conterranei di Aquilonia. Il messaggero, nella notte, tornò con la risposta di Papirio che approvava il piano del collega.
Lucio Papirio, tenne un discorso ai soldati, ricordando che suo padre aveva già affrontato una legione sannita con corazze d'oro e d'argento, servite per adornare i templi di Roma e degli alleati (310 a.C.). 
Alla terza vigilia (poco dopo mezzanotte) Papirio convocò i pullari, gli aruspici che dovevano trarre auspici dal comportamento dei sacri polli; uno dei pullari, infervorato, annunciò al console che i presagi erano favorevoli; i polli avevano dato vita a un "tripudium solistimum". I polli invece avevano mangiato svogliatamente, presagio infausto, ma quando venne informato, Papirio si ritenne comunque autorizzato a combattere ugualmente, essendogli stato riferito un responso favorevole.

## La battaglia
Papirio stava per scendere in campo quando un disertore informò i Romani che circa venti coorti sannite  (delle quaranta stanziate ad Aquilonia) erano partite alla volta di Cominio. Papirio diede l'ordine di accelerare l'avanzata e pose Lucio Volumnio all'ala destra, Lucio Scipione all'ala sinistra, Gaio Cecilio e Tito Trebonio a comandare la cavalleria. Spurio Nauzio al comando degli ausiliari venne inviato con i muli e tre coorti a generare un grande polverone su una collina. Nel frattempo un messaggero venne mandato a informare l'altro console della partenza delle venti coorti alla volta di Cominio.
L'inizio dello scontro è raccontato in questo modo da Livio:
(Tito Livio, Ab Urbe condita libri, X, 41., Mondadori, Milano, trad.: C. Vitali)
Quando già i Sanniti stavano per cedere, arrivarono su un fianco gli ausiliari di Spurio Nauzio e Papirio ordinò alla cavalleria di passare attraverso le file romane e di gettarsi sui nemici. La fanteria seguì la cavalleria facendo strage dei Sanniti, che ruppero lo schieramento e si diedero alla fuga, nonostante i giuramenti.
La cavalleria romana inseguì i nobili Sanniti a cavallo, diretti verso Bovianum. La fanteria di Volumnio inseguì i Sanniti fin nel loro accampamento, che fu conquistato di slancio, mentre quella di Scipione inseguì i nemici verso Aquilonia, conquistandone un tratto delle mura con l'utilizzo della formazione a testuggine. Papirio radunato il grosso dell'esercito ordinò l'assalto alla città, ma il calare della notte ne impedì la conquista totale.
(Tito Livio, Ab Urbe condita libri, X, 42., Mondadori, Milano, trad.: C. Vitali)

## Dopo la battaglia
(Tito Livio, Ab Urbe condita libri, X, 42, Mondadori, Milano, trad.: C. Vitali)
Spurio Carvilio aveva nella stessa giornata assaltato e preso la città di Cominio, lasciando al legato Decimo Bruto il compito di opporsi all'avanzata di parte dell'esercito sannita, di cui era stato informato dal collega.
I Sanniti, tuttavia, giunti a 7 miglia da Cominio vennero richiamati ad Aquilonia, dove giunsero al termine della battaglia, quando il loro accampamento era stato già conquistato. Si misero a dormire sulla nuda terra e furono scoperti il mattino seguente dalle pattuglie romane e costretti a fuggire rifugiandosi a Boviano: persero 280 uomini della retroguardia e 18 insegne militari.
A sottomettere definitivamente i Sanniti fu Manio Curio Dentato nel 290 a.C.